# 2'-フコシルラクトース
2'-フコシルラクトース (2'-Fucosyllactose, 2'-FL, Fucα1-2Galβ1-4Glc) は、オリゴ糖の1つで、L-フコース、D-ガラクトース、D-グルコースからなる中性の三糖である。化合物名の通り、ラクトースの2' 位がフコシル化されている。ヒトの母乳に最も多く含まれるオリゴ糖（ヒト母乳オリゴ糖）であり、重量換算にして全体の約20 - 50%を占める。1950年代にヒトの母乳の中から初めて発見され、1972年に初めて単離された。

## 生産
この化合物は、大腸菌を用いて大量に生合成されている。

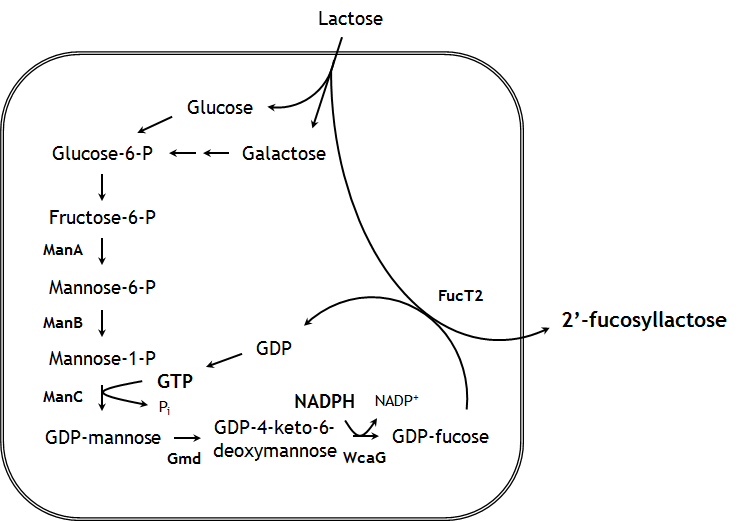
組換え大腸菌によるGDP-フコースと2-FLの生合成の代謝経路

## 利用
2FLには他のオリゴ糖と同様に、感染症からの防護能、すなわち毒素や病原体が上皮層に接着することを防ぐ能力が広く知られている。2FLは、毒素や病原体からの防護に役立つ特定のビフィズス菌と受容体アナログの成長を刺激する。2FLは特定のビフィズス菌の増殖促進因子として、また病原性細菌が結合する受容体の可溶性アナログとして機能することで、病原体の感染や毒素の結合から乳児を保護する。これらは全て、乳児で最も強く作用する。2FLが防護することが知られている病原体は、Campylobacter jejuni、Salmonella enterica serotype Typhimurium、Helicobacter pylori等である。